# Поломза
Поломза — река в Ярославской области России, течёт в основном на восток по лесной болотистой местности Некоузского сельского поселения в Некоузском районе. Левый приток среднего течения Ильда в бассейне Волги.
Длина реки составляет 11,33 км. Ширина водоохранной зоны — 100 м.
Поломза начинается в смешанном лесу с преобладанием ели и берёзы, юго-западнее деревни Ярцево. От истока течёт на север, но вскоре преобладающим направление течения становится восток, около устья поворачивает на юго-восток. Впадает в Ильд на высоте 121 м над уровнем моря, около восточной окраины деревни Данилово.
Населённые пункты у реки: Ярцево, Ново-Радомское, Данилово.